# Wild de Calgary
Le Wild de Calgary est un club de soccer féminine situé à Calgary. Le club évolue en Super Ligue du Nord.

## Histoire
Pour la saison inaugurale de SLN, le Wild recrute notamment la capitaine de l'équipe d'Afghanistan Farkhunda Muhtaj, l'internationale néo-zélandaise Meikayla Moore, ou encore l'intenationale vénézuélienne Sonia O'Neill.